# Синхрон
Синхрон (від дав.-грец. σύγ – разом і χρονος – час) – структурний елемент телевізійного репортажу, відеоматеріал, який містить фрагменти інтерв'ю учасників події, яку висвітлюють. Іншими словами, це зображення в кадрі людини, яка говорить.

## Загальні відомості
Термін з'явився на телебаченні в той час, коли новини ще знімали на кіноплівку. Тоді, щоб змонтувати інтерв'ю для телевізійного сюжету, необхідно було синхронізувати відеоряд, знятий кінокамерою, і запис звуку на окремій плівці. Це називалося «зйомкою на дві плівки» або просто «синхроном». З появою нових технологій термін не втратив свого значення і продовжує використовуватися у телевізійному сленгу. Наявність синхрону в інформаційному репортажі обов'язкова. Він використовується для того, щоб емоційно пояснити подію, прояснити ставлення учасників і показати їх оцінку цієї події. Тривалість синхрону не повинна перевищувати 12-15 секунд.

## Типи синхронів
До кожного типу синхрону існують свої вимоги.

### Показання свідків
Показання свідків, які несуть сенсаційний характер, будуть цікавими для глядача, якщо: 
- людина в кадрі говорить те, що є абсолютною новиною
- людина дійсно є першою особою (а не заступником, прес-секретарем і т. п.)
- дотримується принцип ексклюзивність інтерв'ю
- сама інформація буде торкатися життя кожного телеглядача

### Емоційний синхрон
Обов'язкові умови для емоційного синхрону:
- герой, якому глядач не може не повірити (літні люди, діти)
- його яскрава, образна мова
- інтерв'ю записано в тій обстановці, яка здатна передати емоції

## Способи отримання синхрону
- Інтерв'ю
- Прес-конференція
- Брифінг
- Групове експрес-інтерв'ю

## Правила отримання синхрону
- Репортер завжди повинен домагатися тої відповіді, яка йому потрібна

- Правильним є те запитання, відповідь на яке журналіст знає заздалегідь
- Репортер не повинен запитувати про те, про що можна сказати за кадром

- Журналіст не повинен запитувати про те, про що можна розповісти в кадрі

## Закони синхрону в репортажі
- У сюжеті, хронометраж якого не перевищує двох хвилин, не може бути більше чотирьох синхронів
- У сюжеті не може бути більше трьох синхронів однієї людини
- Оптимальне число синхронів для сюжету, хронометражем до двох хвилин: два – для героя і два – для очевидців
- Допускається починати і закінчувати телевізійні сюжети емоційними синхронами при підготовці проблемних матеріалів, а також якщо мова йде про матеріали з місця трагедії.